# Fed Cup 2011 – blok A 1. skupiny zóny Asie a Oceánie
Blok A 1. skupiny zóny Asie a Oceánie Fed Cupu 2011 představoval jednu ze dvou podskupin 1. skupiny. Hrálo se mezi 2. až 5. únorem v areálu National Tennis Centre thajského Nonthaburi venku na tvrdém povrchu. 
Čtyři týmy se utkaly ve vzájemných zápasech. Vítěz sehrál zápas s vítězem bloku B o účast v baráži Světové skupiny II pro rok 2012. Družstvo na posledním místě se utkalo se stejně umístěnému týmu v bloku B a poražený sestoupil do 2. skupiny zóny Asie a Oceánie pro rok 2012. 

## Blok A
|     |            | ČLR | Uzbekistán | Thajsko | Indie | Zápasy V/P | Sety V/P | Hry V/P | Pořadí |
| 16. | Čína       |     | 0–3        | 2–1     | 2–1   | 2–1        | 10–12    | 91–106  | 3.     |
| 33. | Uzbekistán | 3–0 |            | 1–2     | 2–1   | 2–1        | 14–7     | 102–88  | 1.     |
| 35. | Thajsko    | 1–2 | 2–1        |         | 2–1   | 2–1        | 11–9     | 101–88  | 2      |
| 45. | Indie      | 1–2 | 1–2        | 1–2     |       | 0–3        | 5–13     | 80–90   | 4.     |

- V/P – výhry/prohry

## Zápasy

### Thajsko vs. Uzbekistán
| | Thajsko | 2 :                                                                                            | 1    | Uzbekistán |    |  |
| --- | ------- | ---------------------------------------------------------------------------------------------- | ---- | ---------- | -- |  |
| National Tennis Centre, Nonthaburi, Thajsko 2. února 2011 tvrdý (venku) |         |                                                                                                |      |            |    |  |
| \| \| \| \| 1. \| 2. \| 3. \| \| \| -- \| \| ---------------------------------------------------------------------------------------------- \| ---- \| ---- \| -- \| \| \| 1. \| \| Nicha Lertpitaksinchaiová Sabina Šaripovová \| 3 6 \| 5 7 \| \| \| \| 2. \| \| Noppawan Lertcheewakarnová Nigina Abdurajmovová \| 6 3 \| 6 2 \| \| \| \| 3. \| \| Noppawan Lertcheewakarnová / Nungnadda Wannasuková Nigina Abdurajmovová / Albina Chabibulinová \| 7 64 \| 7 64 \| \| \| \| \| \| \| \| \| \| \| \| \| \| \| \| \| \| \| \| \| \| \| \| \| \| \| \| \| \| \| \| \| \| \| \| \| \| \| \| \| \| \| |         |                                                                                                |      |            |    |  |
| |         |                                                                                                | 1.   | 2.         | 3. |  |
| 1. |         | Nicha Lertpitaksinchaiová Sabina Šaripovová                                                    | 3 6  | 5 7        |    |  |
| 2. |         | Noppawan Lertcheewakarnová Nigina Abdurajmovová                                                | 6 3  | 6 2        |    |  |
| 3. |         | Noppawan Lertcheewakarnová / Nungnadda Wannasuková Nigina Abdurajmovová / Albina Chabibulinová | 7 64 | 7 64       |    |  |
| |         |                                                                                                |      |            |    |  |
| |         |                                                                                                |      |            |    |  |
| |         |                                                                                                |      |            |    |  |
| |         |                                                                                                |      |            |    |  |
| |         |                                                                                                |      |            |    |  |

### Čínská lidová republika vs. Indie
| | Čínská lidová republika | 2 :                                                                            | 1   | Indie |     |  |
| --- | ----------------------- | ------------------------------------------------------------------------------ | --- | ----- | --- |  |
| National Tennis Centre, Nonthaburi, Thajsko 2. února 2011 tvrdý (venku) |                         |                                                                                |     |       |     |  |
| \| \| \| \| 1. \| 2. \| 3. \| \| \| -- \| \| ------------------------------------------------------------------------------ \| --- \| --- \| --- \| \| \| 1. \| \| Chao-čchen Tchangová Poojashree Venkateshaová \| 6 2 \| 6 3 \| \| \| \| 2. \| \| Lu Ťing-ťing Sania Mirzaová \| 6 1 \| 0 6 \| 6 4 \| \| \| 3. \| \| Lu Ťing-ťing / Tchien Žanová Rushmi Chakravarthiová / Poojashree Venkateshaová \| 3 6 \| 2 6 \| \| \| \| \| \| \| \| \| \| \| \| \| \| \| \| \| \| \| \| \| \| \| \| \| \| \| \| \| \| \| \| \| \| \| \| \| \| \| \| \| \| \| |                         |                                                                                |     |       |     |  |
| |                         |                                                                                | 1.  | 2.    | 3.  |  |
| 1. |                         | Chao-čchen Tchangová Poojashree Venkateshaová                                  | 6 2 | 6 3   |     |  |
| 2. |                         | Lu Ťing-ťing Sania Mirzaová                                                    | 6 1 | 0 6   | 6 4 |  |
| 3. |                         | Lu Ťing-ťing / Tchien Žanová Rushmi Chakravarthiová / Poojashree Venkateshaová | 3 6 | 2 6   |     |  |
| |                         |                                                                                |     |       |     |  |
| |                         |                                                                                |     |       |     |  |
| |                         |                                                                                |     |       |     |  |
| |                         |                                                                                |     |       |     |  |
| |                         |                                                                                |     |       |     |  |

### Thajsko vs. Čínská lidová republika
| | Thajsko | 1 :                                                                                        | 2    | Čínská lidová republika |     |       |
| --- | ------- | ------------------------------------------------------------------------------------------ | ---- | ----------------------- | --- | ----- |
| National Tennis Centre, Nonthaburi, Thajsko 3. února 2011 tvrdý (venku) |         |                                                                                            |      |                         |     |       |
| \| \| \| \| 1. \| 2. \| 3. \| \| \| -- \| \| ------------------------------------------------------------------------------------------ \| ---- \| --- \| --- \| ----- \| \| 1. \| \| Nungnadda Wannasuková Chao-čchen Tchangová \| 7 65 \| 5 6 \| \| skreč \| \| 2. \| \| Noppawan Lertcheewakarnová Lu Ťing-ťing \| 6 3 \| 4 6 \| 6 1 \| \| \| 3. \| \| Noppawan Lertcheewakarnová / Nicha Lertpitaksinchaiová Lu Ťing-ťing / Chao-čchen Tchangová \| 65 7 \| 3 6 \| \| \| \| \| \| \| \| \| \| \| \| \| \| \| \| \| \| \| \| \| \| \| \| \| \| \| \| \| \| \| \| \| \| \| \| \| \| \| \| \| \| \| |         |                                                                                            |      |                         |     |       |
| |         |                                                                                            | 1.   | 2.                      | 3.  |       |
| 1. |         | Nungnadda Wannasuková Chao-čchen Tchangová                                                 | 7 65 | 5 6                     |     | skreč |
| 2. |         | Noppawan Lertcheewakarnová Lu Ťing-ťing                                                    | 6 3  | 4 6                     | 6 1 |       |
| 3. |         | Noppawan Lertcheewakarnová / Nicha Lertpitaksinchaiová Lu Ťing-ťing / Chao-čchen Tchangová | 65 7 | 3 6                     |     |       |
| |         |                                                                                            |      |                         |     |       |
| |         |                                                                                            |      |                         |     |       |
| |         |                                                                                            |      |                         |     |       |
| |         |                                                                                            |      |                         |     |       |
| |         |                                                                                            |      |                         |     |       |

### Uzbekistán vs. Indie
| | Uzbekistán | 2 :                                                                                 | 1   | Indie |     |  |
| --- | ---------- | ----------------------------------------------------------------------------------- | --- | ----- | --- |  |
| National Tennis Centre, Nonthaburi, Thajsko 3. února 2011 tvrdý (venku) |            |                                                                                     |     |       |     |  |
| \| \| \| \| 1. \| 2. \| 3. \| \| \| -- \| \| ----------------------------------------------------------------------------------- \| --- \| --- \| --- \| \| \| 1. \| \| Sabina Šaripovová Poojashree Venkateshaová \| 6 1 \| 6 2 \| \| \| \| 2. \| \| Nigina Abdurajmovová Sania Mirzaová \| 4 6 \| 1 6 \| \| \| \| 3. \| \| Nigina Abdurajmovová / Albina Chabibulinová Rushmi Chakravarthiová / Sania Mirzaová \| 2 6 \| 6 3 \| 6 3 \| \| \| \| \| \| \| \| \| \| \| \| \| \| \| \| \| \| \| \| \| \| \| \| \| \| \| \| \| \| \| \| \| \| \| \| \| \| \| \| \| \| |            |                                                                                     |     |       |     |  |
| |            |                                                                                     | 1.  | 2.    | 3.  |  |
| 1. |            | Sabina Šaripovová Poojashree Venkateshaová                                          | 6 1 | 6 2   |     |  |
| 2. |            | Nigina Abdurajmovová Sania Mirzaová                                                 | 4 6 | 1 6   |     |  |
| 3. |            | Nigina Abdurajmovová / Albina Chabibulinová Rushmi Chakravarthiová / Sania Mirzaová | 2 6 | 6 3   | 6 3 |  |
| |            |                                                                                     |     |       |     |  |
| |            |                                                                                     |     |       |     |  |
| |            |                                                                                     |     |       |     |  |
| |            |                                                                                     |     |       |     |  |
| |            |                                                                                     |     |       |     |  |

### Čínská lidová republika vs. Uzbekistán
| | Čínská lidová republika | 0 :                                                                             | 3      | Uzbekistán |     |  |
| --- | ----------------------- | ------------------------------------------------------------------------------- | ------ | ---------- | --- |  |
| National Tennis Centre, Nonthaburi, Thajsko 4. února 2011 tvrdý (venku) |                         |                                                                                 |        |            |     |  |
| \| \| \| \| 1. \| 2. \| 3. \| \| \| -- \| \| ------------------------------------------------------------------------------- \| ------ \| --- \| --- \| \| \| 1. \| \| Chao-čchen Tchangová Sabina Šaripovová \| 3 6 \| 2 6 \| \| \| \| 2. \| \| Lu Ťing-ťing Nigina Abdurajmovová \| 6 4 \| 1 6 \| 1 6 \| \| \| 3. \| \| Lu Ťing-ťing / Chao-čchen Tchangová Nigina Abdurajmovová / Albina Chabibulinová \| 68 710 \| 6 0 \| 2 6 \| \| \| \| \| \| \| \| \| \| \| \| \| \| \| \| \| \| \| \| \| \| \| \| \| \| \| \| \| \| \| \| \| \| \| \| \| \| \| \| \| \| |                         |                                                                                 |        |            |     |  |
| |                         |                                                                                 | 1.     | 2.         | 3.  |  |
| 1. |                         | Chao-čchen Tchangová Sabina Šaripovová                                          | 3 6    | 2 6        |     |  |
| 2. |                         | Lu Ťing-ťing Nigina Abdurajmovová                                               | 6 4    | 1 6        | 1 6 |  |
| 3. |                         | Lu Ťing-ťing / Chao-čchen Tchangová Nigina Abdurajmovová / Albina Chabibulinová | 68 710 | 6 0        | 2 6 |  |
| |                         |                                                                                 |        |            |     |  |
| |                         |                                                                                 |        |            |     |  |
| |                         |                                                                                 |        |            |     |  |
| |                         |                                                                                 |        |            |     |  |
| |                         |                                                                                 |        |            |     |  |

### Thajsko vs. Indie
| | Thajsko | 2 :                                                                                        | 1   | Indie |     |  |
| --- | ------- | ------------------------------------------------------------------------------------------ | --- | ----- | --- |  |
| National Tennis Centre, Nonthaburi, Thajsko 4. února 2011 tvrdý (venku) |         |                                                                                            |     |       |     |  |
| \| \| \| \| 1. \| 2. \| 3. \| \| \| -- \| \| ------------------------------------------------------------------------------------------ \| --- \| --- \| --- \| \| \| 1. \| \| Nicha Lertpitaksinchaiová Ashvarya Shrivastavaová \| 6 2 \| 6 0 \| \| \| \| 2. \| \| Noppawan Lertcheewakarnová Sania Mirzaová \| 2 6 \| 0 6 \| \| \| \| 3. \| \| Noppawan Lertcheewakarnová / Nungnadda Wannasuková Rushmi Chakravarthiová / Sania Mirzaová \| 3 6 \| 6 0 \| 7 5 \| \| \| \| \| \| \| \| \| \| \| \| \| \| \| \| \| \| \| \| \| \| \| \| \| \| \| \| \| \| \| \| \| \| \| \| \| \| \| \| \| \| |         |                                                                                            |     |       |     |  |
| |         |                                                                                            | 1.  | 2.    | 3.  |  |
| 1. |         | Nicha Lertpitaksinchaiová Ashvarya Shrivastavaová                                          | 6 2 | 6 0   |     |  |
| 2. |         | Noppawan Lertcheewakarnová Sania Mirzaová                                                  | 2 6 | 0 6   |     |  |
| 3. |         | Noppawan Lertcheewakarnová / Nungnadda Wannasuková Rushmi Chakravarthiová / Sania Mirzaová | 3 6 | 6 0   | 7 5 |  |
| |         |                                                                                            |     |       |     |  |
| |         |                                                                                            |     |       |     |  |
| |         |                                                                                            |     |       |     |  |
| |         |                                                                                            |     |       |     |  |
| |         |                                                                                            |     |       |     |  |